# Савоя-Соасон
Савоя-Каринян-Соасон (на италиански: Savoia-Carignano-Soissons), накратко Савоя-Соасон (Savoia-Soissons), е кадетски клон на Савоя-Каринян (на свой ред кадетски клон на Савойската династия).

## История
Клонът произхожда от клона Савоя-Каринян, чийто основоположник Томас Франциск Савойски, принц на Каринян, се жени за Мария дьо Бурбон-Соасон през 1625 г. Вторичният клон започва с техния син Евгений Маврикий Савойски-Соасон, който получава титлата „граф на Соасон“ от майка си. 
Най-известният член на Савоя-Соасон е принц Евгений (1663 – 1736), син на Евгений Маврикий и Олимпия Манчини, известен военен и дипломат.
Клонът изчезва през 1734 г. с Евгений Йоан Франциск.

## Представители
| Име                   | Портрет | Година на раждане | Начало на управление | Край на управление | Смърт | Баща                    |
| --------------------- | ------- | ----------------- | -------------------- | ------------------ | ----- | ----------------------- |
| Евгений Маврикий      |         | 1633              | 1656                 | 1673               | 1673  | Томас Франциск Савойски |
| Лудвиг Томас          |         | 1657              | 1673                 | 1702               | 1702  | син на предходния       |
| Емануил Томас         |         | 1687              | 1702                 | 1729               | 1729  | син на предходния       |
| Евгений Йоан Франциск |         | 1714              | 1729                 | 1734               | 1734  | син на предходния       |